# Długi Staw Gąsienicowy
Długi Staw Gąsienicowy lub po prostu Długi Staw – należące do Gąsienicowych Stawów tatrzańskie jezioro polodowcowe położone na wysokości 1783 m w zachodniej części Doliny Gąsienicowej w Tatrach Wysokich. Przez górali nazywany był Kuklatym Stawem.
Jezioro leży u zachodnich zboczy Kościelca w cyrku polodowcowym. Spływa do niego potok z wyżej położonego Zadniego Stawu Gąsienicowego. Połączone jest potokiem z Niżnim Czerwonym Stawkiem. Według danych z przewodnika Tatry Wysokie Witolda Henryka Paryskiego powierzchnia jeziora wynosi 1,58 ha (długość 254 m, szerokość 100 m), głębokość 10,6 m. Na zdjęciu satelitarnym z 2004 r. powierzchnia jest nieco mniejsza i wynosi 1,564 ha.
Jest to trzeci pod względem powierzchni i głębokości staw w Dolinie Gąsienicowej. W 1960 r. został zarybiony – wpuszczono do niego obcego dla fauny Tatr pstrąga źródlanego. Nad stawem stwierdzono występowanie turzycy Lachenala – bardzo rzadkiej rośliny, w Polsce występującej tylko w Tatrach i to w nielicznych tylko miejscach.
W pobliżu stawu znajduje się jaskinia Schron przy Źródle.

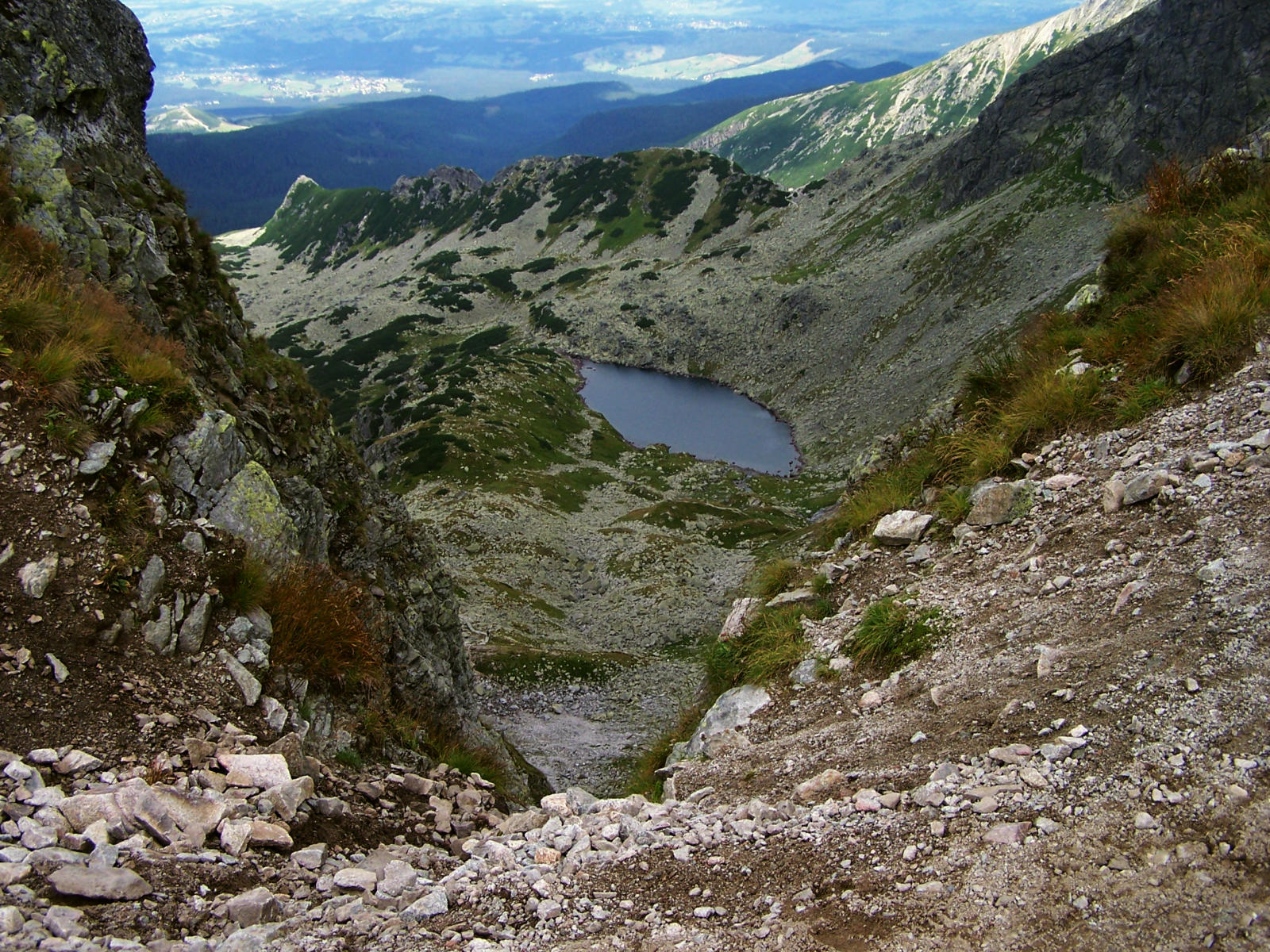
Widok ze szlaku na Świnicką Przełęcz
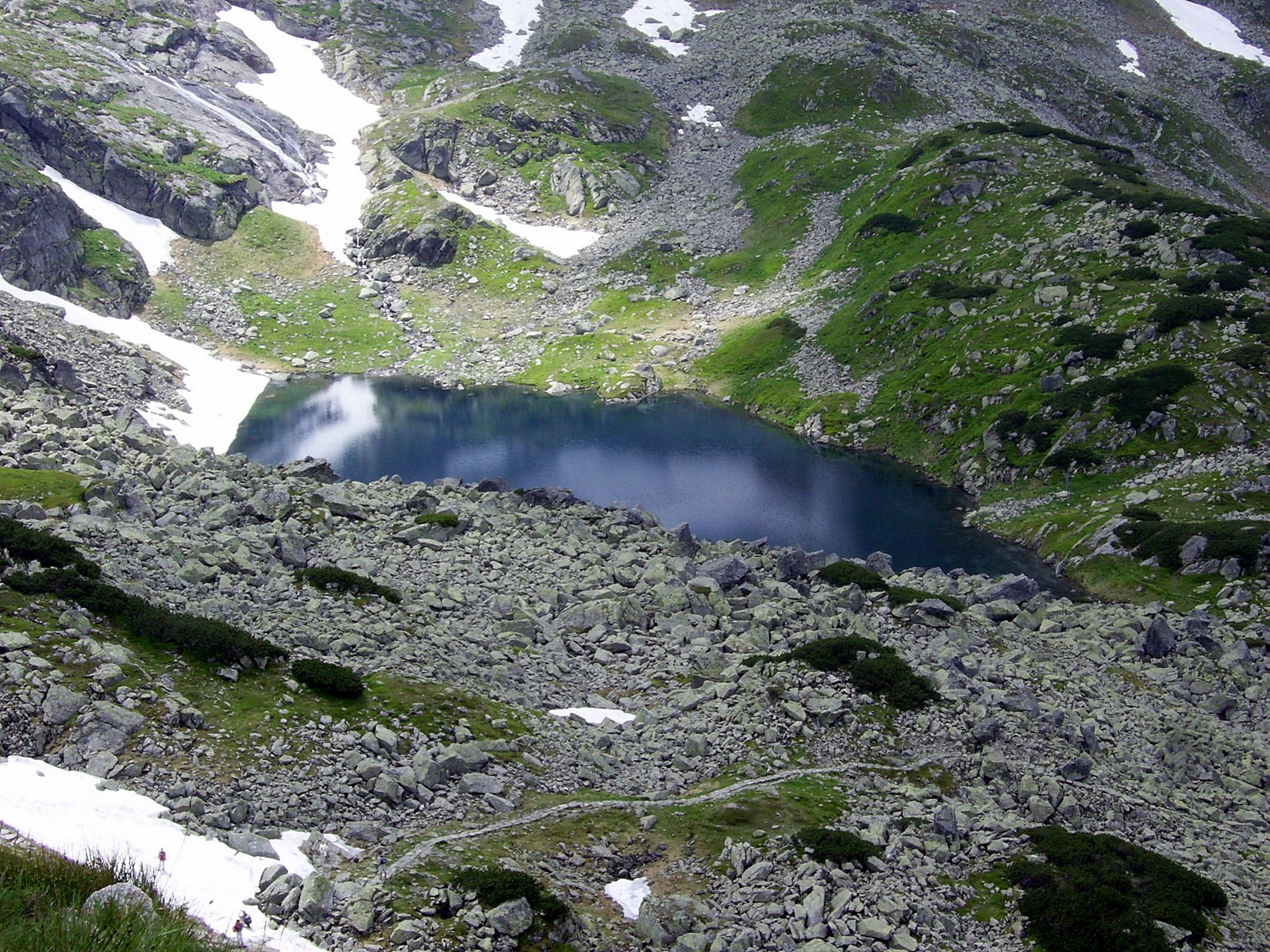
Długi Staw z Małego Kościelca

## Szlaki turystyczne
Czasy przejścia podane na podstawie mapy:
 – w pobliżu jeziora przebiega szlak łącznikowy z przełęczy Karb do zachodniej części Doliny Gąsienicowej. Czas przejścia od szlaku czarnego na Karb: 30 min, ↓ 20 min